# Harsh Mankad
Harsh Mankad (* 10. November 1979 in Mumbai) ist ein ehemaliger indischer Tennisspieler.

## Karriere

### Jugend und Studium (bis 1996)
Mankad kam aus einer sportbegeisterten Familie. Sein Großvater Vinoo Mankad und Vater Ashok Mankad spielten beide für die indische Cricket-Nationalmannschaft. Seine Mutter Nirupama Mankad spielte erfolgreich Tennis und war von 1965 bis 1978 Indiens bestplatzierte Tennisspielerin. Harsh Mankad selber war bereits auf der Junior-Tour recht erfolgreich. So stand er unter anderem 1996 in Wimbledon im Hauptfeld des Einzelbewerbs und 1997 bei den US Open im Hauptfeld des Doppelbewerbs, schied jedoch jeweils in der ersten Runde aus. Seine beste Platzierung in der Junioren-Rangliste war ein 61. Rang im Einzel am Jahresende 1996.
Er bekam ein Stipendium an der University of Minnesota und spielte dort College Tennis. Während seiner Studienzeit debütierte er bereits 2000 für die indische Davis-Cup-Mannschaft in den Playoffs zur Weltgruppe gegen Schweden. Ein Jahr später gewann er die ITA National Intercollegiate Indoor Championships gegen Benjamin Becker. Er war zeitweise die Nummer 1 der College-Rangliste des Landes.

### Anfänge auf der Profi-Tour (1996–2004)
Seine ersten Matches auf der Profi-Tour bestritt Mankad schon 1996 und 1997, als er bei Turnieren der zweit- und drittklassigen ATP Challenger Tour und ITF Future Tour an den Start ging. 1998 kam er zu seinem Debüt auf der ATP World Tour. In Chennai erhielt er von den Veranstaltern eine Wildcard für das Doppelfeld. Gemeinsam mit Gaurav Natekar verlor er sein Auftaktmatch gegen Olivier Delaître und Maks Mirny in zwei Sätzen. In den folgenden Jahren spielte er aufgrund seines Studiums nur noch vereinzelte Turniere auf der Profi-Tour. Im zweiten Halbjahr 2001 startete er wieder regelmäßig bei Turnieren und konnte im Einzel und Doppel seinen ersten Titel auf der Future Tour gewinnen. 2003 stand er in Bangalore das erste Mal in einem Challenger-Halbfinale, in Kiew sogar in seinem ersten Doppelfinale. Bereits eine Woche später zog Mankad mit seinem Doppelpartner Jason Marshall in Donezk erneut in das Finale ein. Während sie sich in Kiew noch geschlagen geben mussten, besiegten sie dieses Mal die Paarung Serhij Stachowskyj und Andrei Stoljarow in zwei Sätzen. Durch diese Erfolge beendete er das Jahr im Einzel auf dem 340. Rang und im Doppel auf dem 183. Rang der Weltrangliste.

### Beste Einzelplatzierung und Fokus aufs Doppel (2005–2008)
Am Jahresende 2005 schaffte er mit dem 222. Rang seine beste Einzelplatzierung. Erst im Juli 2006 gewann er wieder einen Titel auf Challenger-Niveau. Im Finale in Manchester besiegte er Joshua Goodall in zwei Sätzen und verbesserte sich um über 100 Plätze auf den 287. Rang. Nachdem er fast das komplette Jahr 2007 kein Turnier bestritten hatte, fiel er Ende des Jahres zwischenzeitlich aus der Weltrangliste. Es gelang ihm jedoch eine erfolgreiche Rückkehr, indem er bereits im Mai 2008 seinen nächsten Doppeltitel auf der Challenger Tour gewann. In Neu-Delhi gewann er an der Seite seines Landsmannes Ashutosh Singh in zwei Sätzen das Finale. Diesen Erfolg konnte er an gleicher Stelle drei Monate später wiederholen, als er die vierte Auflage des Turniers gewann. Im Einzel blieben die Erfolge aus, sodass Mankad sich zunehmend auf den Doppelbewerb konzentrierte und nur noch vereinzelt im Einzel spielte.

### Karrierebestwert im Doppel und Karriereende (2009–2010)
2009 stand der Inder weiter in diversen Finals, konnte aber erst im vierten Anlauf bei dem Turnier in Carson seinen nächsten Titel holen. Diesem ließ er weitere in Sevilla und Tiburon folgen, wodurch er mit seiner Bestplatzierung, dem 102. Rang, an den Top 100 kratzte. Seinen einzigen Auftritt bei einem Grand-Slam-Turnier hatte er 2010 in Wimbledon. An der Seite von Ilija Bozoljac gelang ihm die erfolgreiche Qualifikation für das Doppelhauptfeld. Dort unterlagen sie in der ersten Runde der argentinischen Paarung Juan Ignacio Chela und Eduardo Schwank glatt in drei Sätzen. In keinem seiner sechs Matches auf der World Tour im Doppel war er siegreich. Seinen letzten Titel auf der Challenger Tour holte er 2010 in Scheveningen, sein letztes Turnier bestritt er im Oktober des Jahres in Rennes.
Nach seiner aktiven Tenniskarriere war Mankad Direktor einer Tennisakademie und ist Mitgründer der Webplattform Tenicity.

## Erfolge
| Legende (Anzahl der Siege)  |
| Grand Slam                  |
| ATP World Tour Finals       |
| ATP World Tour Masters 1000 |
| ATP World Tour 500          |
| ATP World Tour 250          |
| ATP Challenger Tour (8)     |

### Einzel
Turniersiege
| Nr. | Datum         | Turnier    | Belag | Finalgegner    | Ergebnis   |
| --- | ------------- | ---------- | ----- | -------------- | ---------- |
| 1.  | 23. Juli 2006 | Manchester | Rasen | Joshua Goodall | 7:61, 7:64 |

### Doppel
Turniersiege
| Nr. | Datum              | Turnier       | Belag     | Partner           | Finalgegner                         | Ergebnis         |
| --- | ------------------ | ------------- | --------- | ----------------- | ----------------------------------- | ---------------- |
| 1.  | 14. September 2003 | Donezk        | Hartplatz | Jason Marshall    | Serhij Stachowskyj Andrei Stoljarow | 6:2, 6:4         |
| 2.  | 23. Mai 2008       | Neu-Delhi (1) | Hartplatz | Ashutosh Singh    | Brendan Evans Mustafa Ghouse        | 7:5, 6:3         |
| 3.  | 15. August 2008    | Neu-Delhi (2) | Hartplatz | Ashutosh Singh    | Rohan Gajjar Purav Raja             | 4:6, 6:4, [11:9] |
| 4.  | 30. Mai 2009       | Carson        | Hartplatz | Frederik Nielsen  | Carsten Ball Travis Rettenmaier     | 6:4, 6:4         |
| 5.  | 11. September 2009 | Sevilla       | Sand      | Treat Conrad Huey | Alberto Brizzi Simone Vagnozzi      | 6:1, 7:5         |
| 6.  | 18. Oktober 2009   | Tiburon       | Hartplatz | Treat Conrad Huey | Ilija Bozoljac Dušan Vemić          | 6:4, 6:4         |
| 7.  | 11. Juli 2010      | Scheveningen  | Sand      | Franco Ferreiro   | Rameez Junaid Philipp Marx          | 6:4, 3:6, [10:7] |